# Гребля Ямула
Гребля Ямула (тур. Yamula Barajı) — кам'яно-накидна гребля з глиняним ядром на річці Кизил-Ірмак, Центральна Анатолія, Туреччина — за 25 км на північ від Кайсері.
Побудована у 2000—2005, гребля має 115 м заввишки та об'єм 6,519 млн м³. Водосховище має об'єм 3476 млн м³., корисний об'єм — 2025 млн м³, площу — 85,30 км².
ГЕС Ямула має дві 52 МВт турбіни Френсіса (з вертикальною віссю). Напір становить 96,5 м. Середньорічне виробництво становить 423 млн кВт·год.

## Ресурси Інтернету
- Devlet Su İşleri Genel Müdürlüğü Yamula Barajı Sayfası [Архівовано 4 березня 2016 у Wayback Machine.]